# 1968 dans les parcs de loisirs
| Années des parcs de loisirs : 1965 - 1966 - 1967 - 1968 - 1969 - 1970 - 1971    |
| Décennies des parcs de loisirs : 1930 - 1940 - 1950 - 1960 - 1970 - 1980 - 1990 |

## Parcs d'attractions
Ces différentes listes sont non exhaustives.

### Ouverture
- Astroworld ( États-Unis) Également connu sous le nom Six Flags Astroworld. Ouvert au public le 1er juin 1968.
- Azur Park ( France) Ouvert au public le 13 juillet 1968.
- Dogpatch USA ( États-Unis)
- Erlebnispark Ziegenhagen (de) ( Allemagne)
- Fuji-Q Highland ( Japon) Ouvert au public le 2 mars 1968.
- Legoland Billund ( Danemark) Ouvert au public le 7 juin 1968.
- Marine World ( États-Unis) Connu sous le nom Six Flags Discovery Kingdom.

### Changement de nom
- Deer Park devient Deer Park Funland

## Attractions

### Montagnes russes

#### Délocalisations
| Nom       | Type / Modèle | Constructeur | Parc                     | Pays       | Anciennement                             |
| --------- | ------------- | ------------ | ------------------------ | ---------- | ---------------------------------------- |
| Love Bugs | Acier         | Mack Rides   | Palisades Amusement Park | États-Unis | Broadway Trip à Palisades Amusement Park |

#### Nouveautés
| Nom de l'attraction | Type       | Constructeur      | Parc                     | Pays       |
| ------------------- | ---------- | ----------------- | ------------------------ | ---------- |
| Cyclone             | Wild Mouse | Carl Miler        | Wonderland Park          | États-Unis |
| WildCat             | Assise     | Anton Schwarzkopf | Riverside Amusement Park | États-Unis |

### Autres attractions
| Nom                                | Type               | Constructeur                   | Parc                   | Pays       |
| ---------------------------------- | ------------------ | ------------------------------ | ---------------------- | ---------- |
| Devil's Den                        | Train fantôme      | Pretzel Amusement Ride Company | Conneaut Lake Park     | États-Unis |
| Fairy Tales Castle                 | Parcours scénique  | Anton Schwarzkopf              | Liseberg               | Suède      |
| Grande Roue                        | Grande roue        | Miller                         | Parc Bagatelle         | France     |
| Great Shootout at the Flooded Mine | Croisière scénique |                                | Silver Dollar City     | États-Unis |
| Kiddy Kingdom Carousel             | Carrousel          | William H. Dentzel             | Cedar Point            | États-Unis |
| Log Jamboree                       | Bûches             | Arrow Dynamics                 | Six Flags Over Georgia | États-Unis |
| Race For Your Life Charlie Brown   | Bûches             | Arrow Dynamics                 | Kings Island           | États-Unis |
| RadioBilarna                       | Autos-tamponneuses | Reverchon Industries           | Gröna Lund             | Suède      |
| Sky Slide                          | Toboggan           |                                | Cedar Point            | États-Unis |
| Stoomtrein (« Le Train à Vapeur ») | Train              |                                | Efteling               | Pays-Bas   |
| Wikinger-Bootsfahrt                | Bateau             |                                | Phantasialand          | Allemagne  |

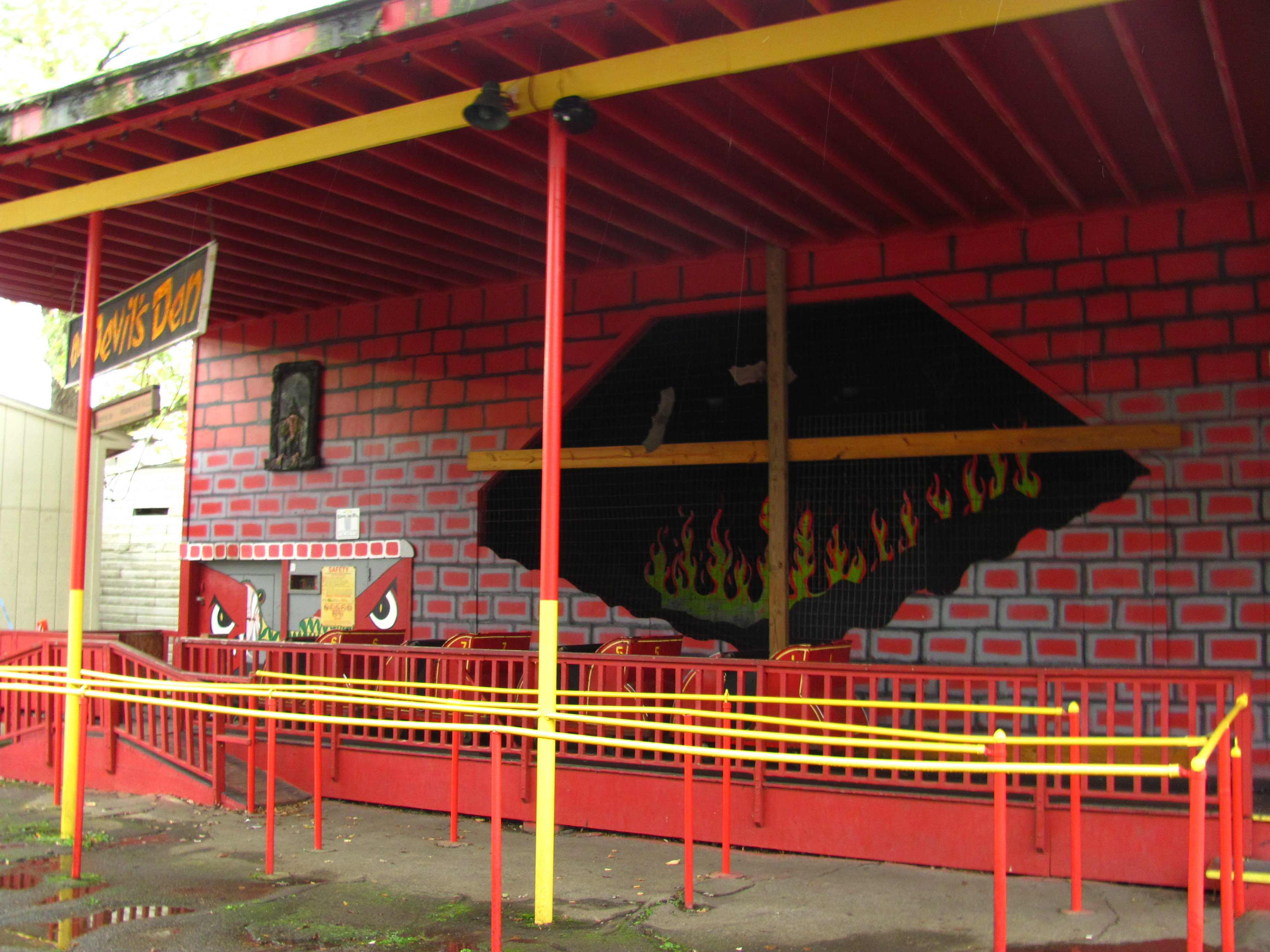
Devil's Den à Conneaut Lake Park
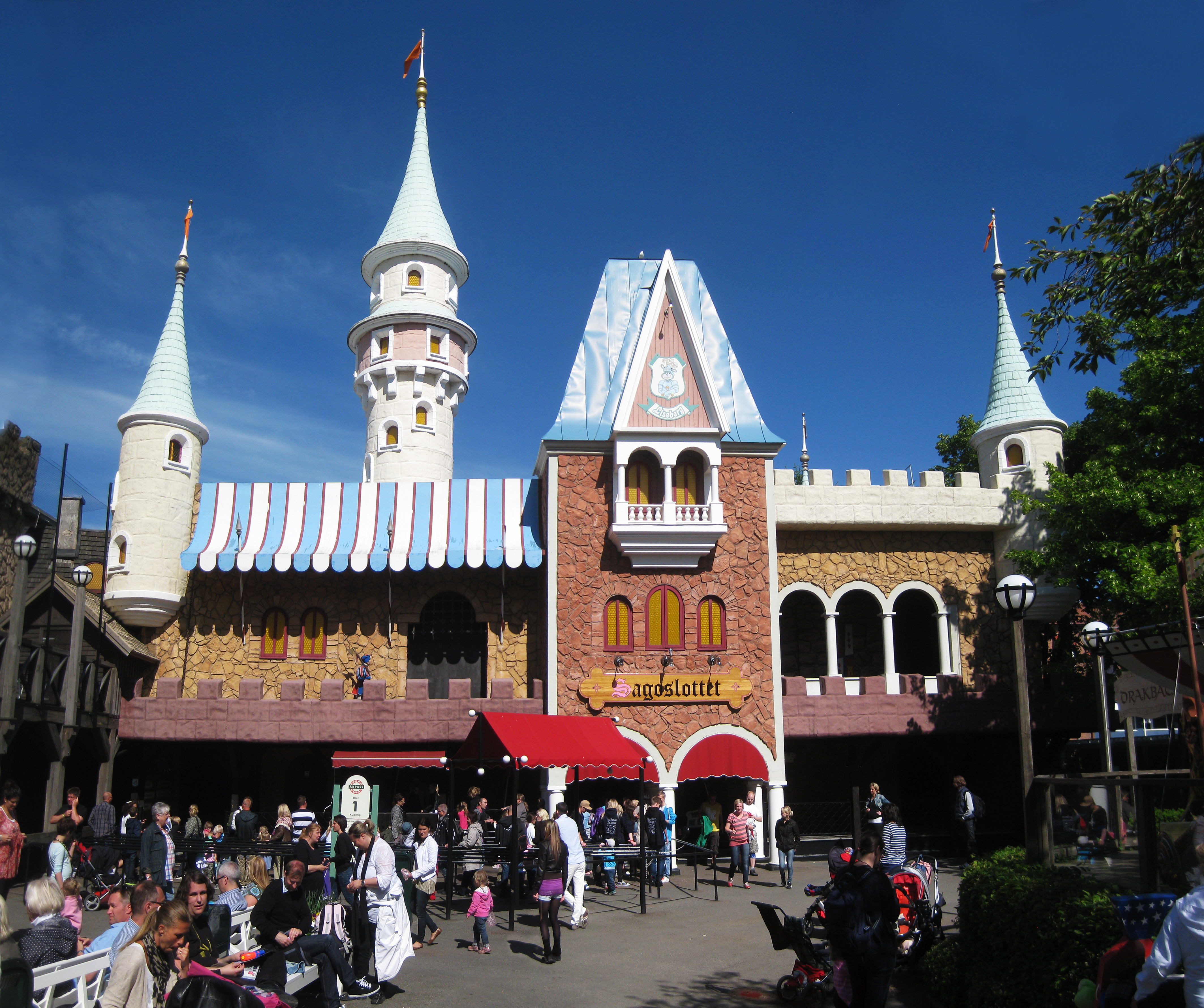
Fairy Tales Castle à Liseberg
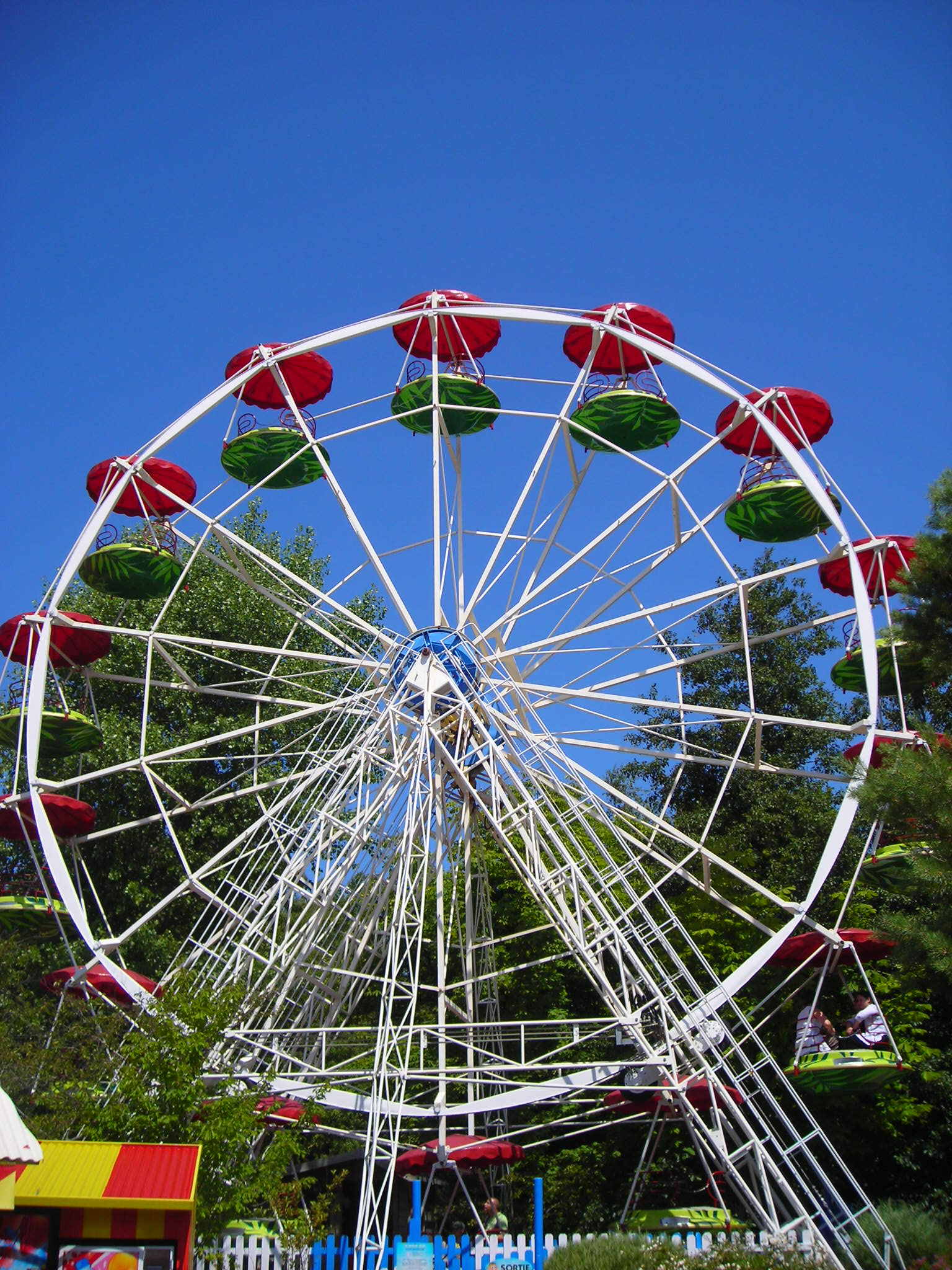
Grande Roue au parc Bagatelle
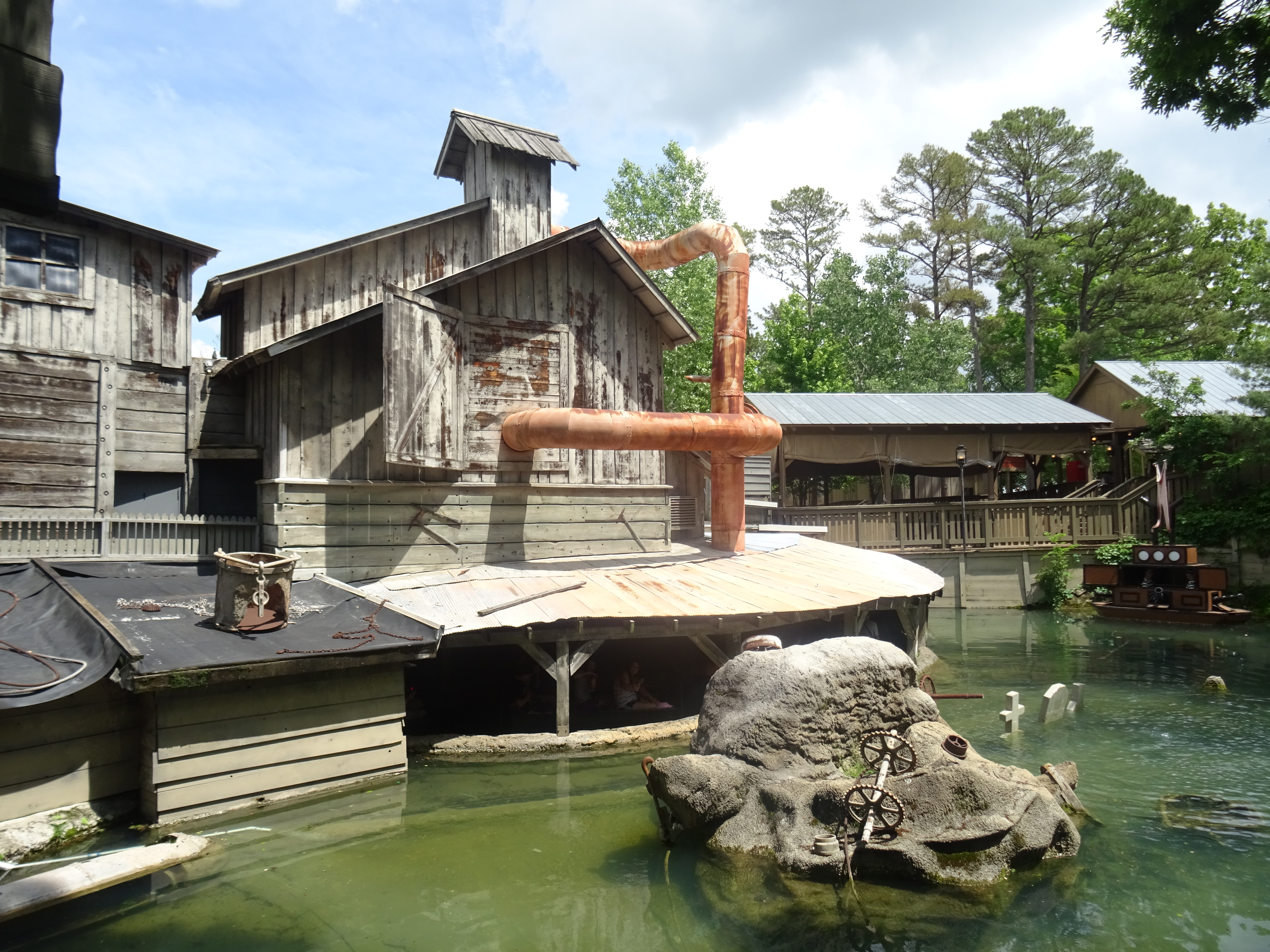
Great Shootout at the Flooded Mine à Silver Dollar City
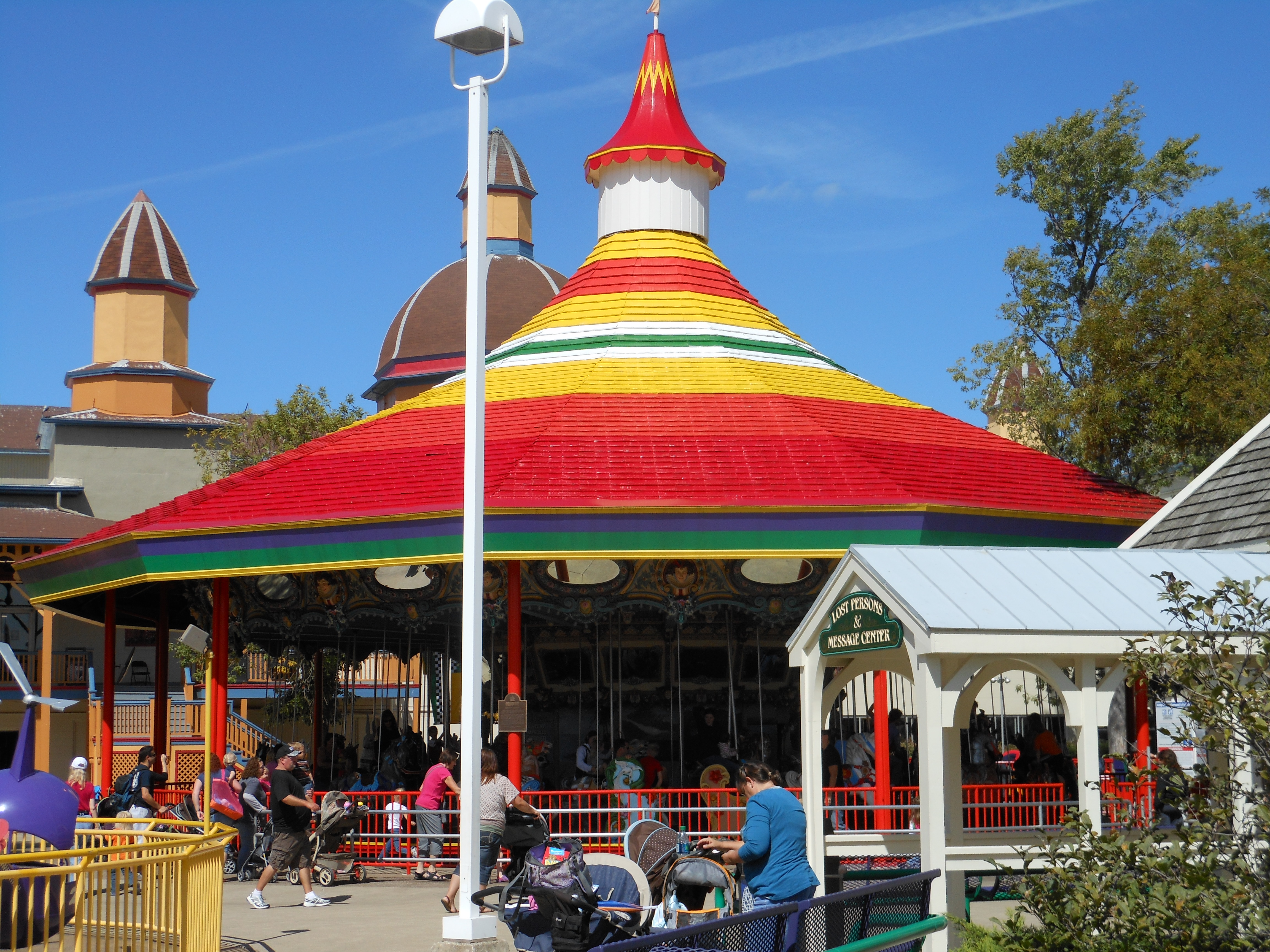
Kiddy Kingdom Carousel à Cedar Point
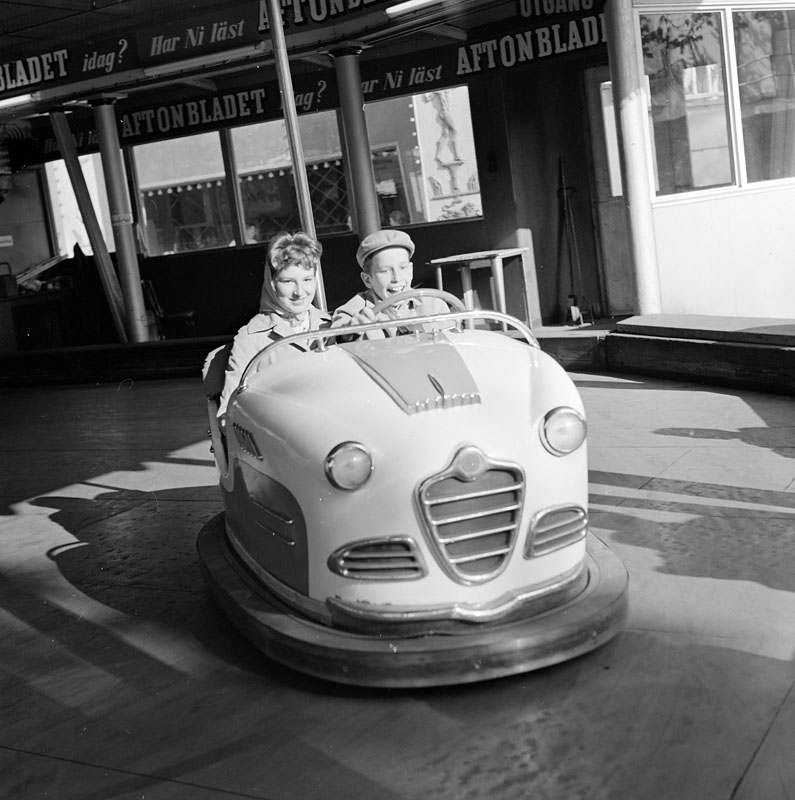
RadioBilarna à Gröna Lund
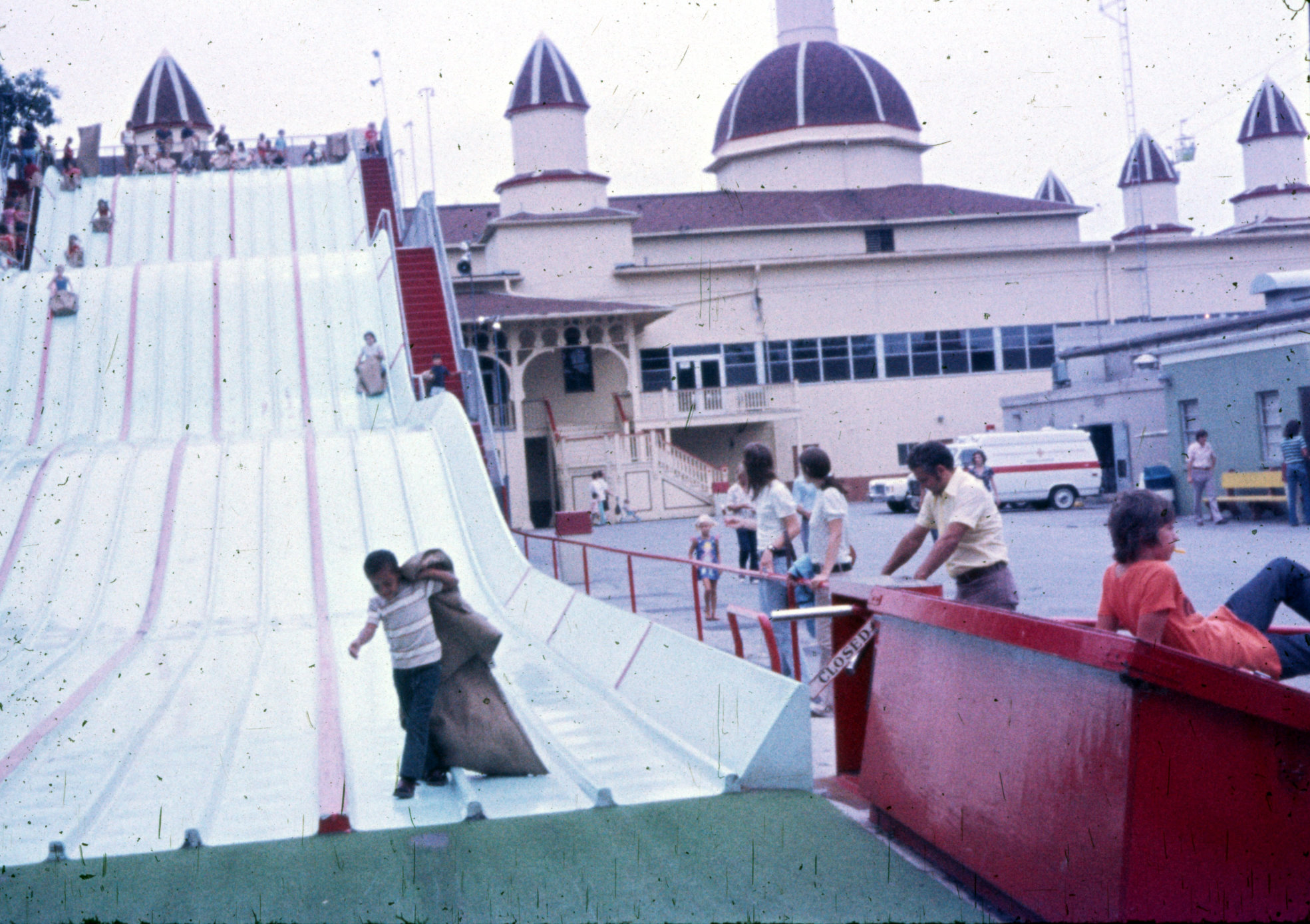
Sky Slide à Cedar Point
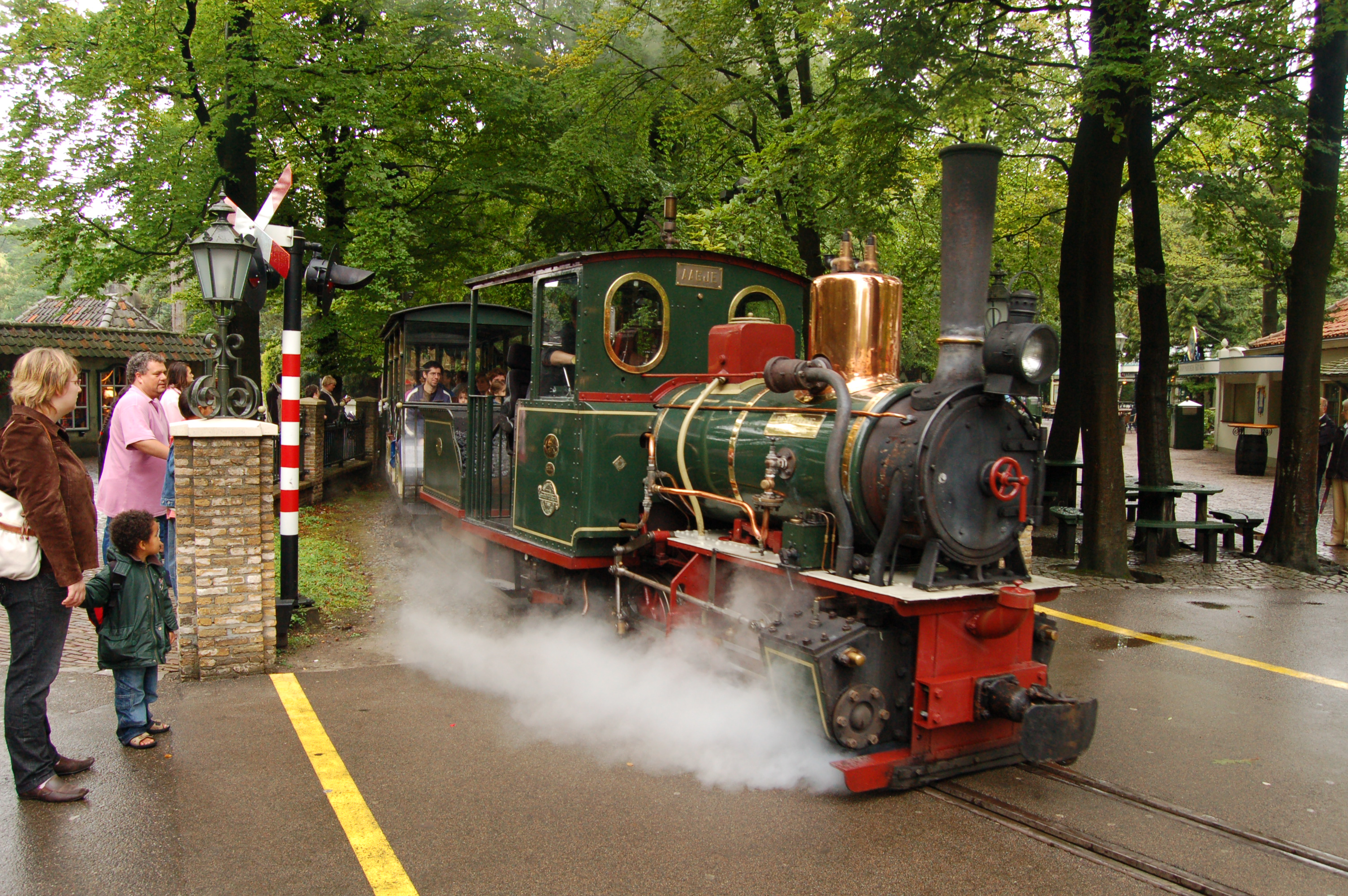
Stoomtrein à Efteling
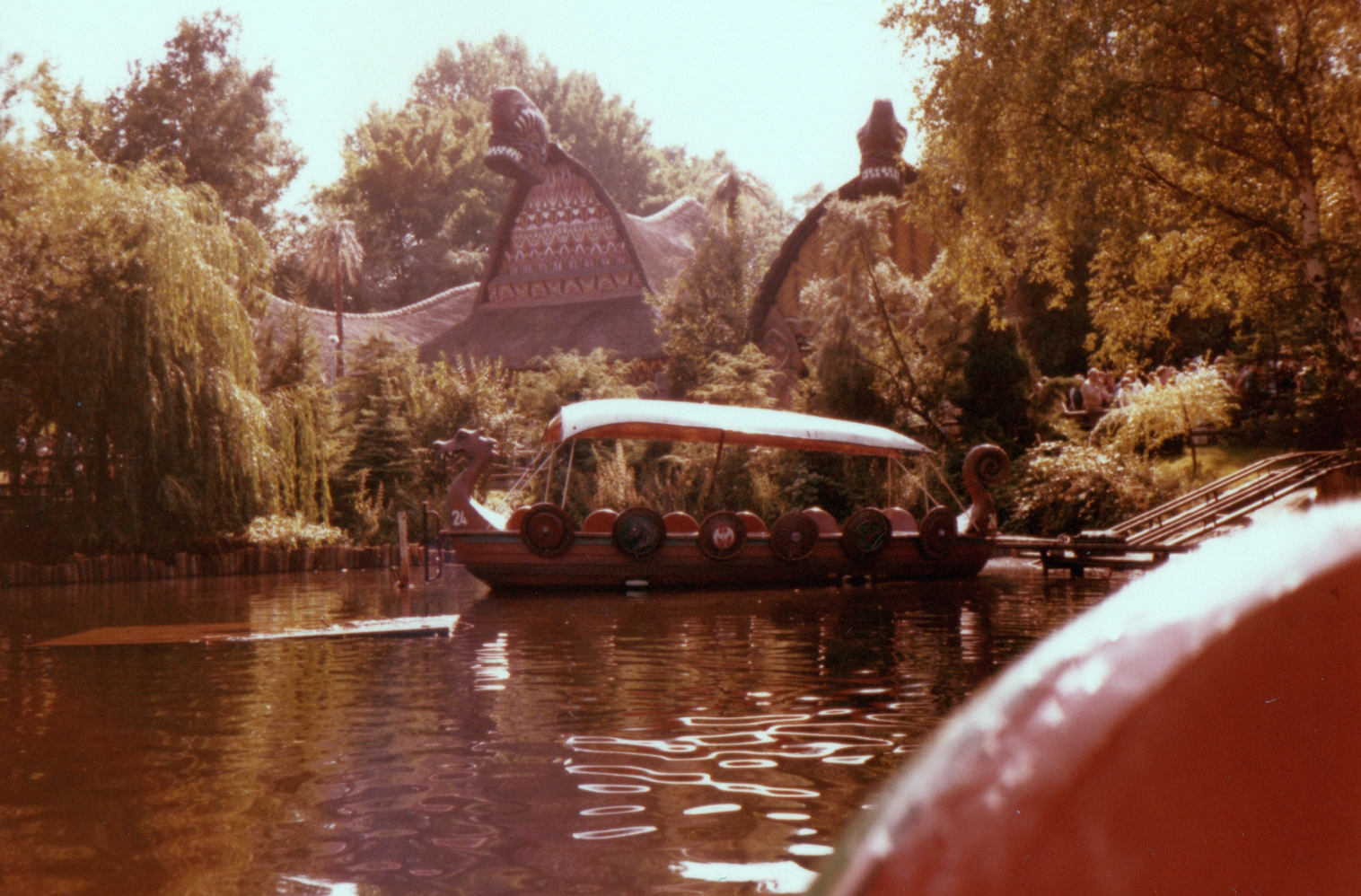
Wikinger-Bootsfahrt à Phantasialand